# ОШ „Вук Караџић” Рибница
ОШ „Вук Караџић” у Рибници, насељеном месту на територији града Краљева, државна је установа основног образовања, која је почела је са радом 1929. године.
Школске 1953/54. године отворени су пети и шести разреди, а наредних и остали те је школа прерасла у осмогодишњу, односно потпуну основну школу. 
У мају 1957. годинс добила назив Осмогодишња школа „Вук Карацић” Рибница. Од 18. децембра 1957. годинс постаје матична и има издвојена одељења у Жичи и Змајевцу. Школа у Жичи се издвојила и осамостаљује 28. новембра 1959. године. Одлуком Савета школе од 23. јуна 1965. године припојене су јој непотпуне основне школе у Брезни и Каменици. Због великог броја ученика, 44 одељења и рада у чстири смене 30. јуна 1965. године подељена је на две школе. Нова школа касније названа Основна школа „29. новембар” (данас „Свети Сава”) усељена је у новоподигнуту школску зграду у Рибници. Стални пораст броја ученика и недостатак радног простора довели су до потребе да се у насељу Берановац 1986. године изгради школска зграда и формира још једно издвојено одељење.
У саставу Основне школе „Вук Караџић” раде два издвојена одељења:
- издвојено осморазредно одељење Берановац налази се на удаљености од два километра од матичне школе у улици Првомајска бб у насељу Берановац. Ученици су распоређени у 24 одељења (10 малђи разреди и 14старији разреди).
- издвојено четвороразредно одељење Каменица удаљено је 15 km од матичне школе у истоименом селу на адреси Каменица бб. Наставу похађа 12 ученика у два комбинована одељења. У одељењу комбинованом од првог и трећег разреда 3 ученика, а у комбинованом одељењу другог и четвртог разреда 9 ученика.